# Saint-Didier-en-Velay
Saint-Didier-en-Velay is een gemeente in het Franse departement Haute-Loire (regio Auvergne-Rhône-Alpes). De plaats maakt deel uit van het arrondissement Yssingeaux. Saint-Didier-en-Velay telde op 1 januari 2022 3.502 inwoners.

## Geografie
De oppervlakte van Saint-Didier-en-Velay bedroeg op 1 januari 2022 25,56 vierkante kilometer; de bevolkingsdichtheid was toen 137 inwoners per km².

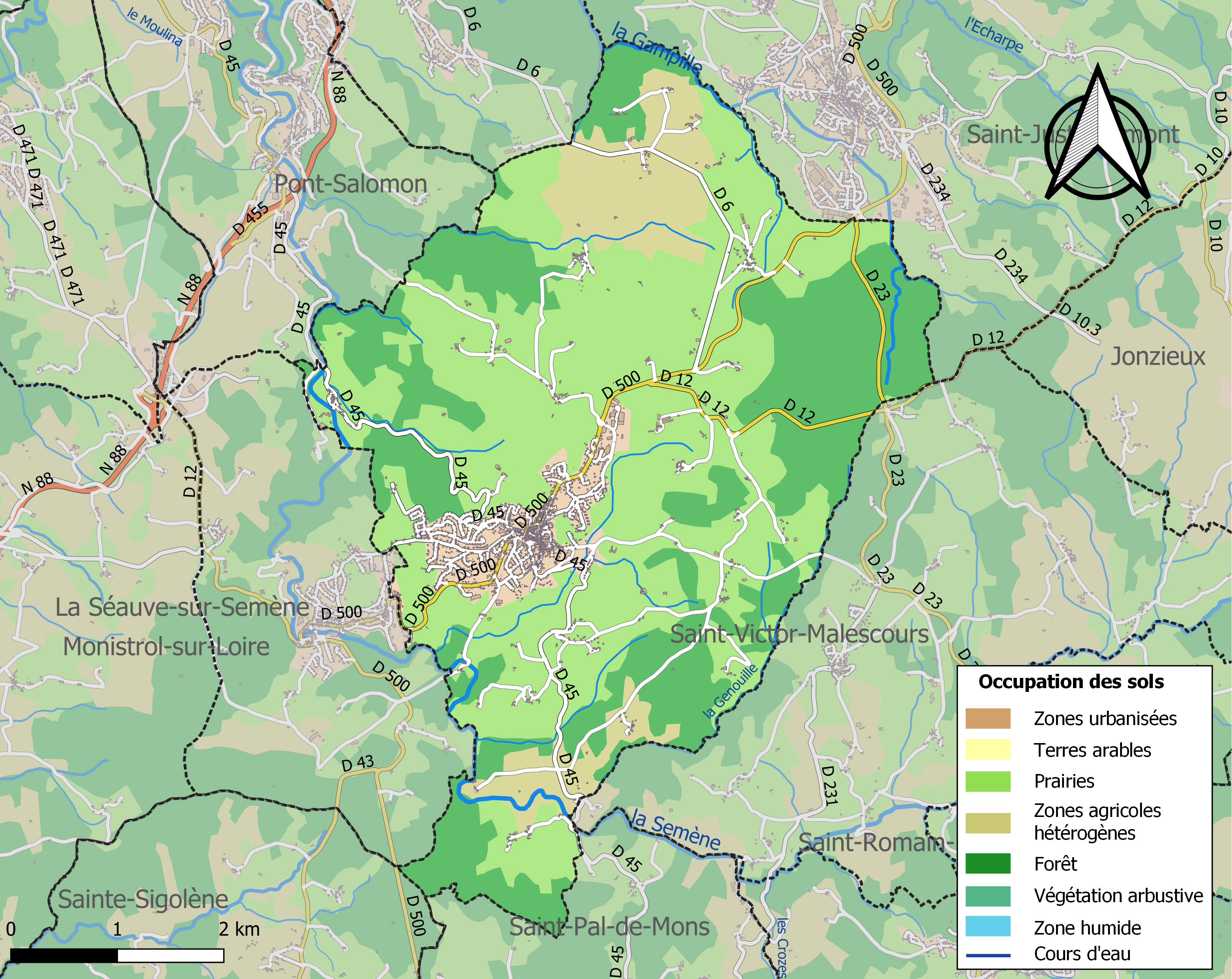
Kaart van de gemeente met de belangrijkste infrastructuur, bodemgebruik en omliggende gemeenten

## Demografie
Onderstaande figuur toont het verloop van het inwonertal (bron: INSEE-tellingen).